# Chromerida
Chromerida es un grupo recientemente creado de protistas del filo Miozoa.  Presentan cloroplastos y se les considera los organismos fotosintéticos más próximos a los apicomplejos. Las características generales de estos organismos incluyen células esféricas con una pared celular gruesa, cloroplastos con únicamente clorofila a y un flagelo de desarrollo interno en algunas etapas de su ciclo de vida.  El grupo comprende las especies Chromera velia, un alga simbionte de los corales, y Vitrella brassicaformis.
Los croméridos son de especial interés tanto para los estudios filogéticos como en medicina. Los apicomplejos se caracterizan por presentar genomas altamente simplificados en sus orgánulos. Así, su genoma mitocondrial comprende solo tres genes codificadores de proteínas y el genoma circular de su apicoplasto está reducido a 35 kb. Chromerida, por el contrario, presenta orgánulos con genomas más completos. Al compartir Chromerida un ancestro común con Apicomplexa, nos da la oportunidad de vislumbrar lo que serían los genomas ancestrales de los apicomplejos. La razón de su importancia es su conexión con el parásito Plasmodium, causante de la malaria.

## Origen
Mientras Chromera es una alga verde, Vitrella es un alga marrón. A pesar de ello, el análisis plastidial  independientemente revela que Chromerida podría ser un grupo originado por simbiogénesis entre un apicomplejo y un alga ocrofita limnista endosimbionte, aunque también podría haber involucrado al ancestro de Myzozoa y por consiguiente estaría probablemente relacionado con el origen de los apicoplastos.